# 케빈 콘웨이
케빈 콘웨이(Kevin Conway, 1942년 5월 29일 ~ 2020년 2월 5일)는 미국의 텔레비전 배우, 영화배우, 영화 감독, 영화 프로듀서, 연극 배우이다.
뉴욕에서 태어났으며 맨해튼에서 사망하였다. 사인은 심근 경색이다.

## 방송
- 블랙 도넬리스
- 오즈
- 제3의 눈

## 영화
- 이즈 댓 어 건 인 유어 포켓? (2016년)
- 굿 와이프 1 (2009년)
- 트레인렉 (2007년)
- 더 워 (2007년)
- 블랙 도넬리 (2007년)
- 인빈서블 (2006년) - 프랭크 역
- 언포기버블 블랙니스 (2004년)
- 신의 영웅들 (2003년)
- 미스틱 리버 (2003년)
- 흑기사 중세로 가다 (2001년)
- 샐리 헤밍즈 어메리컨 스캔들 (2000년)
- 투 패밀리 하우스 (2000년)
- D-13 (2000년)
- 컨페션 (1999년)
- 머큐리 (1998년)
- 타이타닉 (1996년)
- 뉴욕 광시곡 (1996년) - 본인/하스팅스 역
- 론머 맨 2 (1996년)
- 제3의 눈 (1995년)
- 퀵 앤 데드 (1995년) - 유진 드레드 역
- 게티스버그 (1993년)
- 제니퍼 연쇄 살인 사건 (1992년)
- 넝쿨 장미 (1991년)
- 어떤 정의 (1991년)
- 사랑을 느낄 때 (1990년)
- 유쾌한 농장 (1988년)
- 홈보이 (1988년)
- 후레쉬포인트 (1984년)
- 참극의 관 (1981년)
- 챔피언 (1978년) - 스티치 역
- 투쟁의 날들 (1978년)
- 치명적인 시기 (1977년)
- 샤머스 (1973년)
- 죽음의 순례자 (1972년)
- 원 라이프 투 리브 (1968년)